# Saara (Nobitz)
Saara – dzielnica gminy Nobitz w Niemczech, w kraju związkowym Turyngia, w powiecie Altenburger Land. Do 30 grudnia 2012 była samodzielną gminą.